# Публичная история
Публи́чная исто́рия (англ. public history) — сравнительно новая область знания, посвящённая проблематике бытования истории в публичной сфере как с практической, так и с теоретической точки зрения.

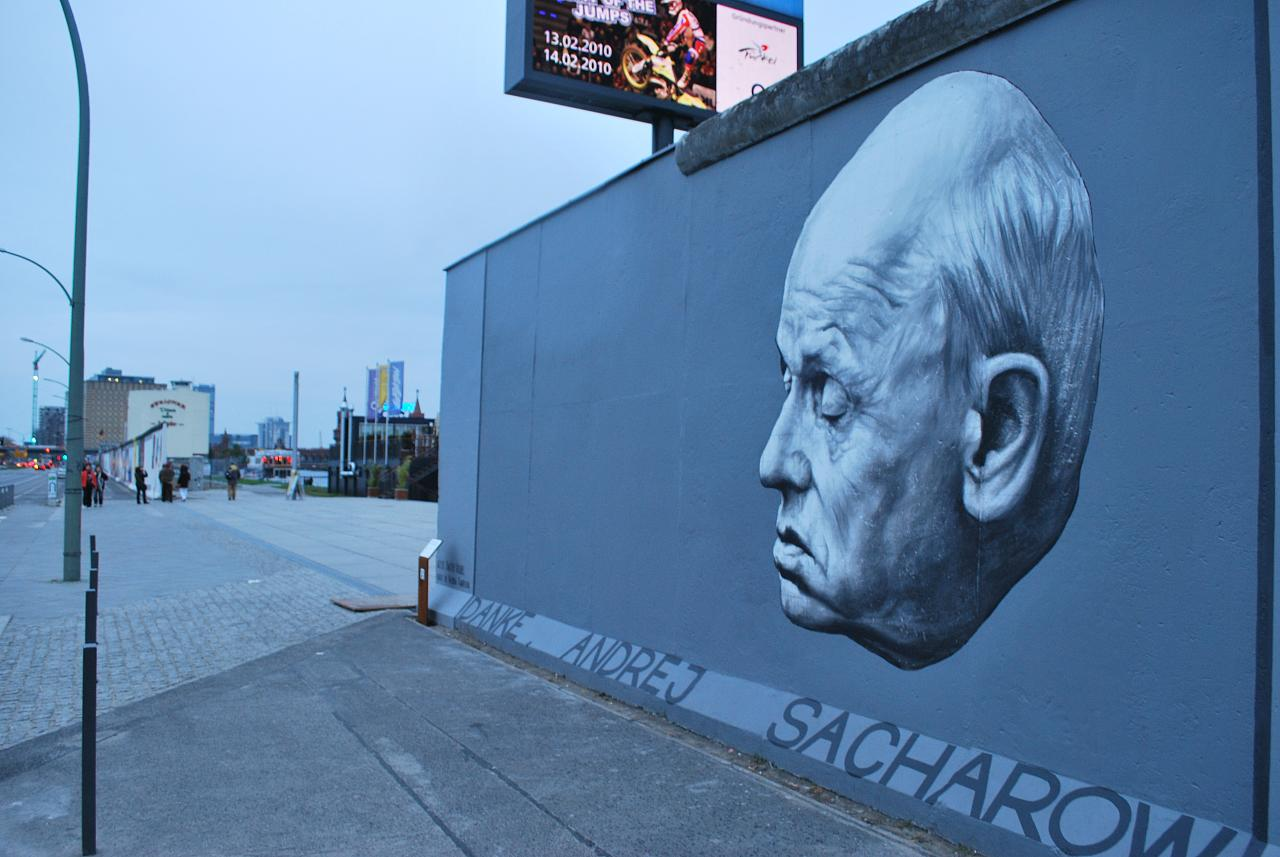
Дмитрий Врубель. Портрет диссидента, лауреата Нобелевской премии мира 1975 года А. Д. Сахарова на одном из сохранившихся фрагментов Берлинской стены (восстановлен в 2009 году). East Side gallery, Берлин (Германия). Отдельные произведения стрит-арта могут быть объектом изучения публичной истории

Термин «публичная история» описывает большую совокупность практик, направленных на перевод исторического знания с академического языка на язык публичных репрезентаций, в том числе медийных, и на представление его в формах, предназначенных для широкой публики (музеи, искусство, коммеморация разного рода и т. д.). В сфере публичной истории, как правило, но не всегда, заняты специалисты, имеющие образование в области истории. Профессионализация такой деятельности началась в середине 1970-х годов в США и Канаде.

## Возникновение и развитие
Публичная история — сравнительно новая дисциплина, глубоко, тем не менее, укоренённая в самых различных практиках — социальных и научных. Среди первых можно, в частности, назвать деятельность исторических обществ (первая отечественная организация подобного рода, «Московское общество истории и древностей Российских», была основана, в частности, ещё в 1804 году); добровольных объединений граждан в целях сохранения исторического наследия (например, современного российского общественного движения «Архнадзор»); любительскую и профессиональную генеалогию; создание частных и государственных архивов; написание и издание исторической беллетристики; устную историю; различные виды репрезентации исторического знания в средствах массовой информации. Среди научных практик, предшествовавших публичной истории, можно назвать, в частности, музееведение и архивное дело.

### США
В качестве дисциплины публичная история оформилась в середине 1970-х годов в США. К этому, по всей видимости, привело стечение нескольких обстоятельств. Первое — рост социально-политической активности среднего класса в 1960-е годы и осознание участвовавшими в этой активности историками, а затем и широкой общественностью сначала кризисного состояния главенствовавшего тогда исторического нарратива, а затем и того, что, будучи вынесен из академического сообщества в публичное поле, такой нарратив имеет высокую инструментальную ценность для политического активизма. Второе обстоятельство — связанное с экономическим кризисом середины семидесятых на Западе сжатие рынка труда для профессиональных историков, отмечаемое, в частности, Джил Лиддингтон. К той же причине возводит появление публичной истории как дисциплины Питер Новик, по мнению которого публичная история представляет собой набор практик, «объединённых исключительно тем, что осуществляются они вне университетов». Третье обстоятельство — возросший к концу семидесятых встречный спрос на историю со стороны широких слоёв населения. Применительно к Франции историк Пьер Нора отмечает тот же феномен, возводя его к окончательному разрушению крестьянского уклада: «Конец крестьянства был к этому времени уже пятнадцать лет как описан социологами и историками; но теперь он стал вдруг ощутим почти физически и болезнен как ампутация: это был подлинный конец „общности памяти“», — пишет Нора.
Осенью 1976 года в Калифорнийском университете в Санта-Барбаре по инициативе историка Роберта Келли впервые открыл приём студентов на бакалавриат по специальности «публичная история». Уже осенью 1978 года в США вышел в свет первый номер научного журнала The Public Historian, а в 1979 году был учреждён Национальный совет США по публичной истории. Лиддингтон отмечает широкую поддержку новой дисциплины со стороны государственных и крупных коммерческих структур, называя, в частности, Wells Fargo Bank и Центр военной истории Армии США. Этот факт вскоре оказался в фокусе внимания общественности, а участие в программах по публичной истории корпораций и государственных структур было подвергнуто критике радикально настроенной части научного сообщества, протестовавшей также против производства образов истории, предназначенных исключительно для пассивного потребления.

### Канада
Вслед за США публичная история завоевала себе место среди научных дисциплин в других англосаксонских странах. В Канаде это процесс шёл в целом примерно так же, как в США: институционализация публичной истории произошла после кризиса 1970-х годов, однако место, которое публичная история заняла в итоге, в Канаде оказалось куда скромнее, чем в США. Так, несмотря на то, что отдельные институции, чья деятельность вполне подпадает под определение публичной истории — издательские программы, программы по работе со школьными учителями и т. д., — существовали в стране как минимум с начала 1950-х годов, рабочая группа по публичной истории в рамках Канадской исторической ассоциации была образована в 1987 году, активно работала до 1995 года, а затем была заморожена и возобновила свою деятельность только в 2006 году.

### Австралия
Существенно более бурным оказалось развитие публичной истории ещё в одной англосаксонской стране — Австралии. Если в США связи публичной истории с социально-политическим активизмом сравнительно быстро ослабли к концу семидесятых — началу 1980-х годов, то в Австралии само становление дисциплины, как указывает Лиддингтон, происходило на фоне такого активизма — в частности, публичная история сыграла важную роль в жарких дискуссиях (порой доходивших до суда) вокруг проблематики сохранения традиционных «рабочих районов» Сиднея в процессе постиндустриальной трансформации промышленных районов, примыкавших к набережным. Специфика развития публичной истории в Австралии вызвана не в последнюю очередь тем, что постиндустриальная трансформация городов в этой стране наложилась на постколониальное переосмысление истории и поиски новых, более широких рамок национальной идентичности. Публичная история оформилась в Австралии, тем не менее, сравнительно поздно по сравнению с США. Так, австралийский научный журнал Public Рistory Review издаётся только с 1992 года.

### Великобритания
В Великобритании 1970-е годы (в особенности вторая их половина) характеризовались интенсивными публичными дебатами о наследии (heritage), толчок к которым дала, в свою очередь, развернувшаяся после 1968 года борьба за сохранение аристократических усадеб. Решающий перевес в ней сторонники выделения средств на охрану наследия из государственного бюджета получили в конце концов, воспользовавшись именно тем, что мы сегодня назвали бы инструментом публичной истории: речь о серии из трёх тематических выставок в музее Виктории и Альберта. Первая из них, «Разрушение усадьбы: 1875—1975», открылась в 1974 году, а куратором её стал тогдашний директор Музея Виктории и Альберта Рой Стронг вместе с историками архитектуры Джоном Харрисом и Маркусом Бини. Выставка сопровождалась выходом одноимённой книги за авторством трёх кураторов. Эти дебаты и сопутствовавшая им многолетняя (удачная) гражданская кампания, как утверждает Лиддингтон, и привели к появлению десятилетием позже, во второй половине восьмидесятых, корпуса литературы, посвящённой конфликту между сторонниками охраны архитектурного наследия и частным бизнесом, особенно обострившемуся в период правления Маргарет Тэтчер. Тем не менее до середины 1990-х годов предпринимавшиеся время от времени попытки институционализации публичной истории в американском понимании не имели особого успеха, а там где имели, до самого конца девяностых использовался термин «история в широкой перспективе» (history at large). Именно так был обозначена открытая в 1995 году рубрика журнала History Workshop Journal, посвящённая публичной истории.

### Континентальная Европа
В континентальной Европе подход к публичной истории отличается от принятого в англосаксонских странах, а сама дисциплина оказалась институционализирована гораздо позже — если вообще была институционализирована. Собственно, сам термин ещё не до конца укоренился в академической практике и в Германии, например, по сю пору конкурирует с термином «прикладная история» (нем. Angewandte Geschichte). На протяжении восьмидесятых годов в академической среде происходило скорее не развитие дисциплины, а дебаты вокруг её концептуальных рамок и методологии — в частности, одним из первых французских исследователей, заинтересовавшихся вопросом, был Франсуа Бедерида, директор Института современной истории, проведший в Высшей школе социальных наук ещё в 1983—1984 году серию семинаров под названием «История современности и социальный запрос: фундаментальные исследования и бытование истории в обществе». В целом, как отмечает Лиддингтон, во Франции (а также в Италии) дебаты вокруг публичной истории были прежде всего связаны с проблематикой коллективной памяти (в частности, в интерпретации Пьера Нора) и конструированием «культурной нации». В Германии серединой семидесятых датируется актуализация протеста против замыкания истории и историков в академической среде и против чрезмерного влияния государственных институтов на производство исторического знания: «В отличие от университетского происхождения public history в США, это „Новое историческое движение“ (нем. Neue Geschichtsbewegung) сформировалось во внеуниверситетском контексте исторических семинаров и заинтересованных в изучении истории общественных объединений». Итальянский исследователь Серж Нуаре отмечает также, что в целом до самого последнего времени в Европе среди большей части профессионального сообщества было принято понимать термин «публичная история» скорее как синоним её политической инструментализации, возводя эту традицию, в частности, к известной полемике историков, близких к СДПГ с одной стороны (в частности, Юргена Хабермаса) и к ХДС — с другой. В Восточной Европе и, в частности, в России концепция публичной истории всё ещё чрезвычайно молода и говорить об истории её развития, в общем, не приходится.

## Современное состояние в разных странах

### США
На сегодняшний день публичная история наиболее институционализирована как дисциплина в США и других англосаксонских странах. Так, в США действуют Национальный Совет по публичной истории (National Council on Public History) и ещё целый ряд организаций. Соответствующие курсы входят в программы более чем ста пятидесяти университетов по всей стране, выходит целый ряд периодических изданий, таких как The Public Historian и ежеквартальный вестник Public history news. Национальный Совет, кроме всего прочего, ведёт вполне содержательный блог «History@Work». Согласно проведённому в 2008 году исследованию «Картина публичной истории», большинство профильных специалистов работают в музеях (23,8 %), в правительственных организациях разного уровня (17,5 %), а также в университетах и колледжах (16,6 %). Национальный Совет также ежегодно вручает Мемориальную премию Роберта Келли за «выдающиеся достижения в деятельности, ведущей к повышению значения истории в жизнях отдельных людей за пределами академического сообщества».

### Канада
В других странах уровень институционализации публичной истории ниже. Так, в Канаде нет специального Совета по публичной истории, его место занимает Канадский комитет по публичной истории (Canadian Committee on Public History), рабочая группа соответствующего профиля в составе Канадской исторической ассоциации. Комитет, тем не менее, с 2011 года присуждает ежегодную Премию по публичной истории (Public History Prize). Курсы по публичной истории преподаются во многих университетах, наиболее давние традиции в этом отношении — у Университета Западного Онтарио.

### Австралия
В Австралии функционирует Австралийский центр публичной истории (Australian Center for Public History), основанный в конце 1998 г. С 1992 года издаётся журнал «Public History Review» (первый электронный номер вышел в 2006). Дисциплина преподаётся по крайней мере в пяти университетах, а в составе Университета Монаш существует с 2004 года Институт публичной истории.

### Великобритания
В Британии Комитет по публичной истории действует совсем недавно — с мая 2009 года. При Университете Йорка функционирует Институт общественного понимания прошлого (Institute for the Public Understanding of the Past). Журналы «History Workshop Journal» и «The Journal of the Oral History Society» имеют в своём составе рубрики, посвящённые публичной истории. Профильные программы преподаются во многих университетах, однако самой известной и первой в Британии является магистерская программа Колледжа Раскин Оксфордского Университета, деканом которого долгое время была Хильда Кин, автор нескольких книг по публичной истории.

### Западная Европа
Если принять, что под упоминавшимся выше термином Angewandte Geschichte (прикладная история) понимается германский (и не только) аналог публичной истории, то следует отметить, что институционализация этой дисциплины в последние годы идёт быстрыми темпами. Соответствующие программы предлагают Цюрихский университет в Швейцарии, Католический университет Айхштет-Ингольштадт и Университет Мангейма. В последнее время стали открываться программы, определяющие себя именно как курсы публичной истории. Пионерами здесь оказались Свободный университет Берлина и Гейдельбергский университет, профильные программы которых открылись, соответственно, в 2008 и 2010 году. Несмотря на то, что публичная история встречает в Германии противодействие со стороны академического сообщества, сторонники развития дисциплины полагают, что «Равнение на изменяющиеся потребности общества подчёркивает отношение истории к современности. Правда, речь идёт не о том, чтобы усвоением и передачей исторического знания просто удовлетворять существующий общественный спрос. Существует необходимость вовлекать в процесс формирования исторического знания совершенно разные общественные группы с их собственными интересами, компетенциями и перспективами».

### Россия и Восточная Европа
В России и Восточной Европе публичная история в целом пока не сложилась как отдельная дисциплина, что связано с ещё более сильно выраженными, чем в Западной Европе, тенденциями к политической инструментализации истории, то есть к тому, что пространство, в котором могла бы существовать публичная история, заполняется «исторической политикой». Первая представляет собой средство диалога, в то время как неотъемлемым элементом второй, по словам Алексея Миллера, является как раз «разрушение пространства для диалога». Вместе с тем, следует отметить, что летом 2012 года Московская высшая школа социальных и экономических наук первой открыла приём на магистерскую программу «Public history. Историческое знание в современном обществе», научным руководителем которой является известный российский историк и литературовед А. Л. Зорин.
В Республике Бурятия с 2024 года при Бурятском государственном университете имени Доржи Банзарова действует Клуб «Публичная история» — добровольное общественное объединение, занимающееся изучением, популяризацией и обсуждением вопросов, связанных с историей в контексте литературного, культурного и социального наследия. 

## Полемика и политическое измерение
Полемика относительно публичной истории сводится в основном к двум пунктам. Во-первых, не существует точного определения публичной истории, кроме того, что это совокупность различных подходов, с помощью которых история выносится за рамки академических проектов. Второй аспект очень тесно связан с первым и сводится к тому, что у публичной истории нет собственной методологической базы, к тому же дисциплина носит весьма прикладной характер, поэтому университетские профессора классической истории в подавляющем большинстве испытывают затруднения с её принятием. Эти проблемы скорее являются отличительной чертой публичной истории, нежели её недостатком.
Претензии классических историков представляют собой скорее споры внутри аудиторий. Потому что, согласно определению Национального совета США по публичной истории США, междисциплинарность позволяет публичным историкам обращаться к абсолютно различным способам презентации исторического знания за пределами университета. А историки, занимающиеся публичной историей, в отличие от классических приверженцев этой дисциплины, работают с различными сообществами (ярким примером могут считаться исторические клубы), и такое сотрудничество является для них первостепенной задачей.
Можно сказать, что проведение границы между академическими историками и специалистами по истории публичной было инициировано знаменитым вопросом Кейт Дженкинс: «Кто в таком случае расскажет обществу, что такое история и что она значит?»
C этой претензии Джером де Грот начинает свою книгу «Потребляя историю. Историки и историческое наследие в современной популярной культуре», объясняя, что в дальнейшем он будет как раз исследовать границу между теми, кто занят вопросом о том, как лучше определить историю (открывая таким образом «доступ» в прошлое, возможность того, что он называет потреблением истории — англ. сonsuming нistory), и профессиональными историками. Книга де Грота, как он сам утверждает, — своего рода анализ того, как потребляется история и в каких взаимоотношениях находятся общество и история сейчас. И то и другое — очевидно предметы занятий публичных историков.
От границы, проведённой Дженкинс, можно также проследить некоторые аспекты политического измерения публичной истории. Прежде всего, это вопрос об исторической репрезентации, а точнее о том, кто и как её создаёт и каким образом история используется. Критическое замечание Нуаре, упомянутое выше, как раз имеет прямое отношение к такой полемике, когда история представляет собой инструмент легитимации или же, наоборот, делегитимации конкретных политических (идеологических) построений, то есть предстаёт как определённая политика памяти. Ярким примером является спор немецких историков 1980-х годов, когда правительство христианского демократа Гельмута Коля попыталось выстроить линию исторической памяти, которая подразумевала «релятивизацию национал-социалистического прошлого — чтобы оно перестало быть призмой, через которую воспринимается теперь вся немецкая история». Эта идея воплотилась в учреждении двух новых музеев — в Западном Берлине и Бонне; цель первого музея состояла в демонстрации долгой и насыщенной истории Германии, цель второго музея — в демонстрации истории процветающей либерально настроенной ФРГ. Историческая политика Коля нашла отражения в газетных публикациях историка Эрнста Нольте.
Ответом на такие построения стал выпад Юргена Хабермаса, опубликованный в Die Zeit, который и положил начало спору историков. Хабермас, придерживаясь социально-демократических позиций и пользуясь поддержкой левых, обвинил консерваторов в попытке «ренационализации исторического сознания» немцев. Спор закончился в 1987 году победой демократов, возможно в силу того, что правоцентристские историки отказались воспринимать этот спор как исторический, относя его исключительно к политическим дебатам. Это один из примеров, показывающих, каким образом выстраивается работа с репрезентацией истории и кто является её агентами.
Другим, менее конфликтным и скорее в духе позитивного понимания инструментализации истории, примером может служить идея Д. Лиддингтон о том, что появлению публичной истории в США предшествовала (правда, значительно) инициатива Ф. Д. Рузвельта об исследовании наследия выживания и борьбы рядовых американских граждан в годы Великой Депрессии.
Здесь вопрос Дженкинс можно развернуть в другом плане, а именно: «Кто создаёт истории» для общества?» Отсюда миссия Национального совета по выпуску именно не академических историков, как они сами их определяют, а исторических консультантов. Возросшие за последние десятилетия интерес к истории, несмотря на сопротивление научного сообщества, потребовал от университетов «производить» историков не только ради истории, но и ради форм её репрезентации. По словам де Грота, «история» как бренд или тема для обсуждения пропитывает поп-культуру от Шамы и Старкея до Тони Сопрано, бьющего рекорды на телеканале «История» благодаря массовой популярности местной истории и генеалогическому буму, подпитываемому Интернетом, историческими новеллами, продающимися миллионами тиражей, телеспектаклями и множеством фильмов. Отсюда озабоченность публичных историков в отношении форм и способов трансляции истории и желание лично в этом участвовать.

## Методы
Отличительной особенностью публичной истории является отсутствие у неё собственной методологии. Историю возникновения дисциплины целесообразно рассматривать не только в связи с внешними причинами, но и в рамках изменений, которым подверглась историческая наука во второй половине XX века. Одна из точек зрения на публичную историю состоит в том, что она является полем, в котором могут происходить дискуссии «между представителями исторической науки, носителями исторической памяти и представителями гражданского общества». В этом случае представители публичной истории выступают в качестве трансляторов методов исторической науки.
В описании методологии публичной истории образца Франкфуртского института прикладной истории авторы статьи «Прикладная история или публичное измерение прошлого» выделяют три основные возможности, которые она предоставляет.

### Создавать возможности для субъектов
На объекты, изучаемые историей повседневности (Alltagsgeschichte), оказало влияние изменение употребления историками понятия «культура» во второй половине XX века. Если раньше под этим понятием понималась «высокая культура», то сейчас уместно говорить о размывании границ между ней и «низкой» культурой и о вхождении в это понятие культуры повседневности, понятой как «обычаи, жизненные ценности и образ жизни».
Появление в 1970-е годы истории повседневности как дисциплины, альтернативной по отношению к широко распространённой тогда социальной истории с её вниманием к глобальным общественным и социальным структурам, открыло для истории то, что ранее было предметом рассмотрения только в антропологии — условия жизни «обычных людей», «устроенных и обездоленных, одетых и нагих, сытых и голодных», «их душевных переживаний, воспоминаний, любви и ненависти, а также и надежд на будущее». Открытие новых сфер в качестве объекта исторического познания совпало с распространением таких практик, как исторические семинары, переносившими изучение истории в контексты отдельных городов, деревень и предприятий. В соответствии с представлением шведского публициста С. Линдквиста — автора принципа «копай, где стоишь» (Grabe, wo du stehst), каждый человек мог быть компетентен в собственной истории.
История повседневности с её вниманием к бытованию «маленького человека» в истории связана с интересом к каждому отдельному индивидуальному опыту, который характерен и для публичной истории. В центре внимания такого метода, как устная история, находятся, прежде всего, формы, которые принимают высказывания людей о своём прошлом. Деконструкция, которой в постмодернистской историографии подвергается позиция самого историка, позволяет понять исследования в рамках публичной истории не только с точки зрения их ценности для исторического знания, но и в качестве работы по переосмыслению важных для конкретного субъекта или локального сообщества пластов опыта.

### Ставить под сомнение исторические репрезентации
В 1970-е годы исследователи обратили внимание на то, что знание о прошлом основывается чаще всего на описаниях этого прошлого другими (современниками и самими историками). Доступ к прошлому оказывается всегда опосредованным текстом и языком. Это опосредование никогда не бывает нейтральным, но вынуждает говорящего следовать определённым законам, по которым устроен язык, и подчиняет его использование смыслам, заложенным в нём. Как отметил историк идей Д. Поккок, «язык, который он [автор] использует, всегда уже используется; он использовался и продолжает использоваться для выражения намерений, отличных от его [автора] собственных».
Как показал Хейден Уайт в книге «Метаистория: Историческое воображение в Европе XIX в.» на примере работ таких историков, как Мишле, Буркхардт, Токвиль, Ранке, законченное историческое исследование не только содержит исторические факты, но и обладает определённой повествовательной формой, которая, в свою очередь, влияет на способность текста представлять историческую реальность.
Образ прошлого, таким образом, оказывается сконструированным и «во-первых, напрямую зависит от властных отношений в обществе и, во-вторых, является предметом манипуляций сил, имеющих своей целью достижение тех или иных политических результатов в настоящем». Это представление нашло отражение в переосмыслении привычных исторических категорий и понятий, каким, например, является понятие «нации». Констатируя эти изменения, французский философ Поль Рикёр заметил, что «историю событий сменила история интерпретаций».
Формы, которые принимает репрезентация истории в современной культуре, на протяжении более чем полувека остаётся предметом спора теоретиков и практиков. В ситуации сомнения в границах и возможностях традиционных форм репрезентации и одновременно — в «уместности» помещения исторических событий в контекст коммерциализированной массовой культуры.
К анализу продуктов массовой культуры впервые обратились в рамках британского направления исследований культуры (англ. cultural studies). Стюарт Холл, руководитель Бирмингемского центра культурных исследований в период с 1968 по 1979 годы, ввёл в исследования культуры понятие «репрезентации». Холл указал на решающую роль репрезентации посредством различных языков в процессах производства значений. Задачу исследователя, таким образом, можно определить как критическое рассмотрение привычных способов репрезентации истории через анализ форм, которые она принимает.

### Читать пространство и менять перспективы
После обращения к понятию пространства таких теоретиков, как Ю. Хабермас и М. Фуко, пространство становится объектом внимания историков культуры, что находит выражение в работах, посвящённых истории города, истории дома, истории науки. Идею рассматривать город как пространство, поддающееся прочтению, поддержал Роберт Дарнтон, который вслед за антропологом К. Гирцем предположил, что «ритуал или город так же поддаются прочтению, как сказка или философский текст». С этим связано внимание историков различных специализаций к картам, планам, зданиям, ландшафтам областей, зданий и институций, что одновременно отражает интерес новой культурной истории к материальной культуре.
В современных дискуссиях обсуждается также роль пространства в теории историографии. Так, Ф. Этингтон предположил, что прошлое существует только в пространстве, так как существует не время само по себе, а лишь пространственный опыт времени. Этингтон спорит с Х.Уайтом, замечая, что прошлое всегда «имеет место» и текстовый нарратив не является единственным способом его представления. По мнению Этингтона, бесчисленные конфигурации картографии не могут быть сведены к нарративной форме, из чего он заключает, что весь объём исторического письма должен быть помыслен в виде карты. Наряду с одобрением и развитием этой идеи была высказана критика в том смысле, что обращение к карте не позволяет избежать лингвистических конфигураций, поскольку картам также присущ собственный язык.
В связи с возросшим в последние десятилетия интересом к исследованиям памяти представляется важным упомянуть о масштабном проекте «Места памяти» под руководством Пьера Нора, один из разделов которого был посвящён трансформации образа Жанны д’Арк. Предметом анализа в этом случае стали формы коллективной памяти, зависящие от разных причин и от разных политических сил, которые использовали этот образ для достижения своих целей на протяжении двух последних веков. Время, таким образом, действительно оказывается актуализированным в определённом «месте», но в исторической перспективе значимым становится именно напластование различных интерпретаций.
Соприсутствие в одном символе, вещи или любом другом «месте» «наслаивающихся, взаимопроникающих и параллельных традиций памяти» требует постоянного внимания к интерпретационному характеру его бытования и смены точек зрения для реконструкции сложных напластований смыслов. Это можно проследить как на примере бывших конфликтных зон Европы, так и в более глобальной перспективе соотнесения между собой концептов «Запада» и «Востока».

## Примеры

### Популярная история
К форматам, в которых выходят книги по популярной истории, относятся: биография, свидетельства очевидцев исторических событий, мемуары, автобиографии, история в цитатах («высказывания великих людей»), книги о годовщинах, история культуры, военная история, история науки, локальная история (local history), истории различных учреждений, историческая география. Авторами книг по популярной истории становятся как профессиональные историки, так и журналисты, писатели, политики. Печатная продукция этого вида пользуются огромной популярностью, обладая на 2007 год растущей долей рынка. Из популярных российских и советских авторов, чьи работы можно отнести к популярной истории, следует назвать Валентина Пикуля, Бориса Акунина, Эдварда Радзинского.
Популярные книги, относящиеся к так называемой «нарративной истории», как правило, содержат разные наборы характеристик, по которым можно судить о предпочтениях публики. Можно сказать, что, как правило, они сочетают высокий уровень исторического исследования, проблематику, находящуюся на пересечении нескольких сфер (экономической, политической, социальной), ясность и красочность изложения. Одна из наиболее популярных российских книг из области нарративной истории — «Подстрочник» Лилианны Лунгиной.
Ощущение другого, более непосредственного доступа к прошлому благодаря особенному статусу достоверности личных записей дают такие жанры, как дневники и свидетельства очевидцев исторических событий. Политические мемуары, такие как дневники бывших членов британского Парламента (Э. Карри, А. Кларк, Д. Бланкетт), оказывают существенное влияние на формирование представлений о недавнем прошлом.
Популярность жанров автобиографии, по мнению де Грута, связана с типичной для современной культуры потребностью в контекстуализации и историзации. Сиюминутная значимость определённого события или фигуры оказывается больше, чем возможность взгляда на события со стороны в более широкой временной перспективе. Примером, показывающим неиссякаемый интерес к подробностям жизни знаменитостей, являются многочисленные мемуары, автобиографии и биографии, посвящённые принцессе Диане. В таких работах, как «The Way We Were» дворецкого Дианы П. Баррелла и «Shadows of a Princess» её частного секретаря П. Д. Джефсона, привилегированное положение авторов используется для того, чтобы раскрыть неизвестные детали и информацию, обойдённую официальными биографами. Представляя свою продукцию как возможность доступа к неприкрытой «правде» и фактам, залогом которых становится фигура автора-инсайдера, такие мемуары подпитывают неиссякаемый интерес к жизни знаменитостей, остающихся недоступными в реальности. В то же время эти работы создают новый нарратив, вступающий в конфликт с официальными версиями истории.
Важной частью популярной истории являются исторические фильмы, которые могут являться и экранизациями известных литературных произведений. Среди наиболее известных советских исторических фильмов следует назвать произведения Сергея Эйзенштейна «Александр Невский», «Иван Грозный» и «Октябрь»; Сергея Бондарчука — «Они сражались за Родину»; Владимира Мотыля — «Звезда пленительного счастья»; Наума Бирмана — «Хроника пикирующего бомбардировщика»; Никиты Михалкова — «Раба любви», «Неоконченная пьеса для механического пианино», «Жестокий романс», а также Андрея Тарковского — «Иваново детство», «Андрей Рублёв», «Зеркало». Из более поздних, вышедших в прокат в переходный или уже в постсоветский период — фильмы Алексея Германа «Проверка на дорогах» (1971, вышел на экраны в 1985 году), «Мой друг Иван Лапшин», «Хрусталев, машину!».
Ещё большую по сравнению с кинематографом аудиторию получают исторические телесериалы — художественные («Семнадцать мгновений весны», «Место встречи изменить нельзя», «Ликвидация») и документальные. Среди последних в постсоветское время особенной популярностью пользовались проекты Леонида Парфёнова «Намедни 1961—2003: Наша эра» и «Российская империя. Проект Леонида Парфёнова», а также «Подстрочник» Олега Дормана.

### Мемориализация истории: музей в контексте современной культуры
Проблема бытования истории в публичном пространстве и медиа наиболее остро проявилась в дискуссиях вокруг разных способов репрезентации в современной культуре истории и памяти о Холокосте. Репрезентация Холокоста в таких продуктах массовой культуры, как телесериалы (Holocaust (1979), NBC.) и комиксы, вызывала многочисленные возражения. В то же время, реакция на голливудский фильм «Список Шиндлера» показала, что массовая продукция обладает потенциалом для того, чтобы вводить память об исторических событиях в самые широкие слои общества. Фильм не только показал способность массовой продукции к «сохранению исторических событий в коллективной памяти и историческом сознании глобализованной аудитории», но и повлиял на более традиционные и серьёзные репрезентации Холокоста.
Так, этот фильм стимулировал проекты по аудиовизуальной истории, подобные основанному С. Спилбергом «Фонду визуальной истории Шоа», целью которого является сбор свидетельств выживших узников Холокоста для исторического сохранения и образовательных целей. Фильм не только позволил обеспечить существенную часть финансирования Фонда, но и породил всемирный интерес к выжившим узникам Холокоста и их историям. Это выразилось как в притоке волонтёров, готовых брать интервью, так и самих бывших узников, готовых предоставить свои свидетельства.
В настоящее время теоретической критике в качестве технологии «свидетельствования» подвергаются как конвенциональные способы обращения к прошлому (например, визуальная репрезентация), так и сам концепт «исторического факта». Эти дискуссии нашли своё отражение в том, что центры, подобные Фонду визуальной истории Шоа и Мемориальному музею Холокоста в Вашингтоне, используют далёкие от привычных режимов репрезентации гибридные формы, более близкие к форматам популярной культуры. Современный исторический музей обладает технологическими возможностями, позволяющими буквально «погружать посетителя в прошлое» (при помощи реконструкций, артефактов, интерактивных аудиовизуальных материалов). Использование интерактивных способов представления и развлекательный характер части используемых средств подвергался критике. В то же время, по мнению директора музея Холокоста Д. Вайнберга, в своей работе они должны ориентироваться на язык современной им культуры.
Фонд Шоа представляет собой сложную комбинацию традиционных и высокотехнологичных форм репрезентации. Более 51 000 интервью выживших узников оцифрованы и каталогизированы. Пользовательский интерфейс обеспечивает доступ как к видеозаписям свидетельств, так и к фотографиям, картам, документам. Речь выживших сопровождается их фотографиями, картами, физическими характеристиками гетто и трудовых лагерей, в которых они находились.
Подобным образом устроены образовательные материалы на CD, выпускаемые Фондом. В образовательном материале Survivors: Testimonies of the Holocaust пользователь «фактически проходит через историю Холокоста, видит разные лица и выбирает то или иное лицо, чтобы услышать историю этого человека». Этот материал, как и три документальных фильма, выпущенные Фондом, в большой степени основаны на повествовательных моделях и визуальных стратегия коммерческого кино и телевидения.

### Локальная история
Масштаб, который в 1990-е годы приняла увлечённость прошлым и заинтересованность в его артефактах, позволила Д. Де Груту говорить об «освобождении исторического потребителя», а В. Собчак — о появлении «более активного и рефлективного исторического субъекта». Новейшие технологии баз данных и повсеместное использование Интернета упростили доступ к историческим текстам и инструментам исследования и стали одной из причин беспрецедентного интереса к таким областям, как генеалогия и локальная история.
Локальная история даёт возможность проводить исторические исследования непрофессионалам. Один из первых авторов работ по локальной истории, У. Хоскинс, подчёркивал важность непосредственного контакта с физической реальностью исследуемого места. «Чувство места», желание исследователя понять его нарратив («У каждого дома есть своя история») подчёркивалось также Д. Аедейлом и Д. Барреттом. В дискуссиях о локальной истории часто подчёркивается её демократизирующий просветительный потенциал, делающий значимым индивидуальное событие и не только приносящий удовольствие, но и дающий возможность осмысления как внешнего мира, так и самого себя. Частные истории, подобные истории семьи, отличает возможность «реконструировать картины жизни обычных людей и рассматривать их в качестве как акторов, так и субъектов трансформационных процессов». Критики локальной истории задаются вопросом, насколько в рамках этой дисциплины можно проследить взаимовлияние локальных процессов и более общих национальных и международных контекстов, и показывают, как локальные историки сами накладывают ограничения на исследуемые темы.
Примером английского варианта локальной истории можно назвать проект по истории сообщества Бьютауна (Butetown Community History Project), проведённый в Центре истории и искусств Бьютауна в одном из наиболее старых многоэтничных рабочих районов Великобритании, расположенном в портовых доках Кардиффа. Этот проект является примером не только описания истории локального сообщества, но и её погружения в более общие контексты, такие как политика историописания, история народа и культурная демократия. Целью проекта было открытие индивидуальных историй жителей этого района, который на протяжении 150 лет представлялся в официальных и художественных описаниях как принципиально «иной» по отношению к доминирующим представлениям о благе и морали. Помимо переписывания истории теми, кто к ней причастен, и обретения ими возможности быть услышанными, целью проекта было само осуществление этой работы в сообществе на демократических основах как инициативы «снизу». В рамках этого проекта, который продолжался 15 лет, были осуществлены практики совместного образования и исследования, устной истории, выставочной и издательской деятельности.

### На русском языке
- Джером де Грут. Сопереживание и участие. Популярные истории
- Егор Исаев. Публичная история в России: научный и учебный контекст формирования нового междисциплинарного поля
- Магистратура в Шанинке: Public History. Историческое знание в современном обществе
- Магистерская программа в НИУ ВШЭ «Applied and Interdisciplinary History „Usable Pasts“»

### На английском языке
- National Counsil on Public History: what is public history
- Public history resourse center
- Careers in public history
- Australian Center for Public History
- MA in Public History at Ruskin COlledge, Oxford

### Исторические телеканалы
- 24 Док
- Ностальгия (телеканал)